# Арнольдас Лукошюс

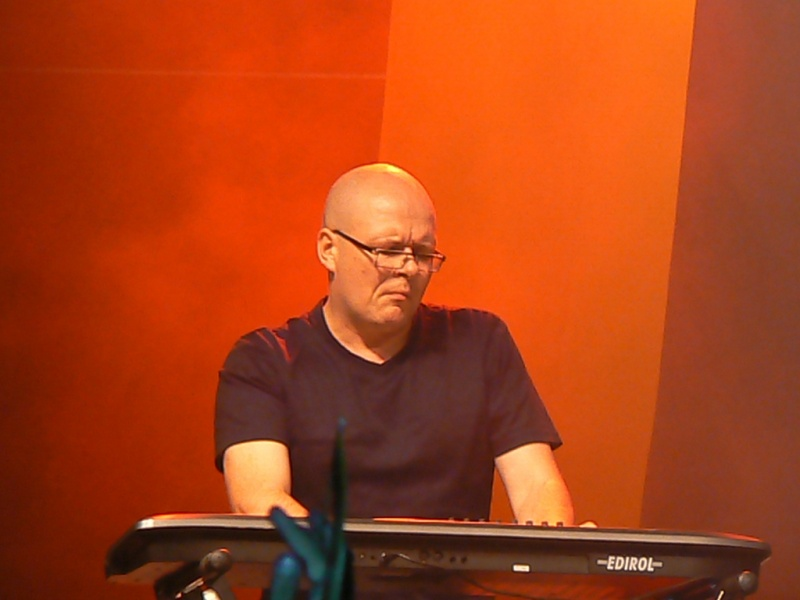
Арнольдас Лукошюс

Арнольдас Лукошюс (лит. Arnoldas Lukošius; нар. 11 лютого 1967, Куркляй, Литва) — литовський музикант, рок-акордеоніст. Екс-учасник легендарного литовського гурту Foje (клавішні).
Журналіст.

## Біографія
Мешканець міста Вільнюс. 1986 року приєднався до шкільного гурту Foje. З 1989 року грає альтернативний рок на акордеоні. Наприкінці 1990-их завершив музичну кар'єру, ставши редактором жіночого журналу. Утім, час від часу бере участь у виступах та записах сольних альбомів екс-лідера Foje Андрюса Мамонтоваса. На його ж заклик 2006 року став учасником гурту LT United, який посів шосте місце на конкурсі Євробачення.
Носить окуляри, лисий.